# Clair-Joseph Carris de Barbotan
Clair-Joseph de Barbotan est un homme politique français né en 1719 à Mormès (Gascogne) et décédé le 1er avril 1794 à Paris.

## Biographie
Maréchal de camp en retraite, il est député de la Noblesse aux états généraux de 1789 pour la sénéchaussée de Dax. Il siège à droite. Accusé sous la Terreur d'être en lien avec les émigrés, il est traduit devant le tribunal révolutionnaire qui l'envoie à l'échafaud.